# Ferdinand Eberle

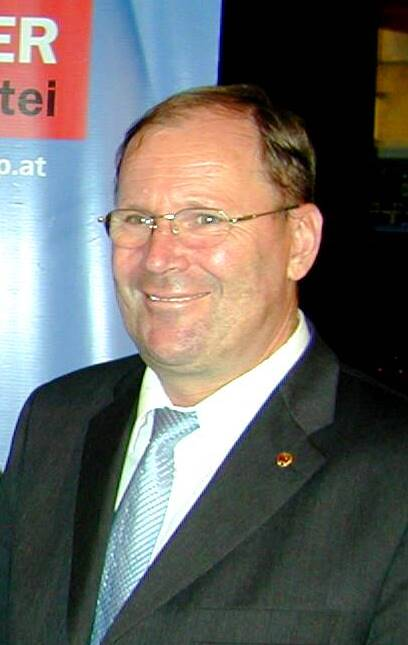
Ferdinand Eberle (1999)

Ferdinand Eberle (* 10. Juni 1949) ist ein österreichischer Politiker in Ruhe. Er war zwischen 1989 und 2005 Mitglied der Tiroler Landesregierung.

## Leben
Ferdinand Eberle war als Landwirt von 1974 bis 1989 Bürgermeister der Gemeinde Heiterwang und zudem Mitglied des Tiroler Landtags. 1989 wurde er in die Tiroler Landesregierung gewählt, wo er die Ressorts Finanzen, Wirtschaft und Energiepolitik leitete. Eberle war zudem ab 1994 Landeshauptmann-Stellvertreter und ein Jahr lang Landesparteiobmann der Tiroler Volkspartei. Er galt ursprünglich als möglicher Nachfolger des damaligen Landeshauptmanns Wendelin Weingartner. Nach Auseinandersetzungen um die Zukunft der Hypo-Landesbank Tirol legte Eberle jedoch den Parteivorsitz zurück. Diesen übernahm in der Folge Herwig van Staa, der sich auch als Landeshauptmann durchsetzte.
2005 trat Eberle als Landeshauptmann-Stellvertreter zurück. Als Grund für seinen Rücktritt nannte Eberle seine lange Zugehörigkeit zur Tiroler Landesregierung. Medien hingegen berichten ("Eberle geht und alle applaudieren"), der Grund seien die Cross-Boarder Deals der TIWAG, die Eberle mitzuverantworten hatte (ebd.) und die der Journalist Markus Wilhelm aufdeckte.
Eberle ist verwitwet und hat drei Kinder. Er wohnt in Heiterwang im Außerfern. Kathrin Eberle ist eine seiner Töchter. Sie war von Juni 2018 an Leiterin der Abteilung Soziales im Land Tirol. Zuvor war sie bei der Brennerbasistunnelgesellschaft, im Büro vom Landeshauptmann und kurz in der Abteilung Gesundheit tätig. Ihr Mann ist Leiter der Budgetabteilung.
Sie wurde 2023 ohne dass das medienwirksam kundgetan wurde Leiterin der Abteilung Pflege. Zum 1. August 2024 tritt sie das Amt Bezirkshauptfrau Innsbruck an.

## Auszeichnungen
- Ehrenzeichen des Landes Tirol (2006)[4]
- Goldenen Ehrenring der Landwirtschaftskammer Tirol (2007)[5]
- Ehrensenator der Universität Innsbruck

## Belege
1. ↑  Ferdinand Eberle geht und alle applaudieren. Abgerufen am 11. September 2019.
2. ↑  die tiwag.org - Die Cross-Border-Leasing-AKTE der TIWAG - Das Vorspiel. Abgerufen am 11. September 2019.
3. ↑  Rehfeld Marina: Tiroler Landesregierung traf wichtige Personalentscheidungen. In: tt.com. 10. April 2018, abgerufen am 29. Februar 2024.
4. ↑  Tiroler Ehrenzeichen verliehen. In: oesterreich.orf.at. 20. Februar 2006, abgerufen am 1. Dezember 2017.
5. ↑  Landwirtschaftskammer Tirol (Seite nicht mehr abrufbar, festgestellt im April 2018. Suche in Webarchiven)  Info: Der Link wurde automatisch als defekt markiert. Bitte prüfe den Link gemäß Anleitung und entferne dann diesen Hinweis.

| Personendaten    | Personendaten                                  |
| ---------------- | ---------------------------------------------- |
| NAME             | Eberle, Ferdinand                              |
| KURZBESCHREIBUNG | österreichischer Politiker (ÖVP) und Landesrat |
| GEBURTSDATUM     | 10. Juni 1949                                  |